# Siriella bacescui
Siriella bacescui is een aasgarnalensoort uit de familie van de Mysidae. De wetenschappelijke naam van de soort is voor het eerst geldig gepubliceerd in 1981 door Udrescu.